# اللواء 125 مشاة (اليمن)
اللواء 125 مشاة هو لواء مشاة يمني يتبع للمنطقة العسكرية السادسة ويتمركز في محافظة صعدة. وكان يتبع قوات الحرس الجمهوري.

## القادة
| م | القائد | بداية | نهاية |
| - | ------ | ----- | ----- |
| 1 |        |       |       |
| 2 |        |       |       |
| 3 |        |       |       |